# Montserrat Vayreda
Montserrat Vayreda i Trullol. ( Lladó,1924 - Figueras, 8 de noviembre de 2006) fue una escritora española en lengua catalana.
Nieta del famoso botánico, Estanislau Vayreda, y miembro de una familia de notables intelectuales catalanes, estudiaba bachillerato al estallar la guerra civil, debiendo interrumpir su formación. En la década de los 40 recibió estudios en letras en la Universidad de Barcelona.
Su primera obra sale a la luz en 1955 (Entre el temps i l’eternitat). A partir de ese momento en distintos círculos literarios empieza a ser conocida, de tal suerte que Carmen Conde la incluye en su Antología de la Poesía femenina española. En 1999 recibió la Creu de Sant Jordi.

## Obras
- Entre el temps i l'eternitat (1955)
- Ofrena de Nadal (1965)
- Un color per cada amic (1977)
- Afirmo l'esperança (1980)
- Joan Sibecas (1979)
- Joaquim Vayreda (1982),
- Els pobles de l'Alt Empordà (1984-89)
- L'Empordà màgic (l'Alt Empordà) (1987)
- La màgia del Baix Empordà (1991)